# Argonautas do Pacífico Ocidental

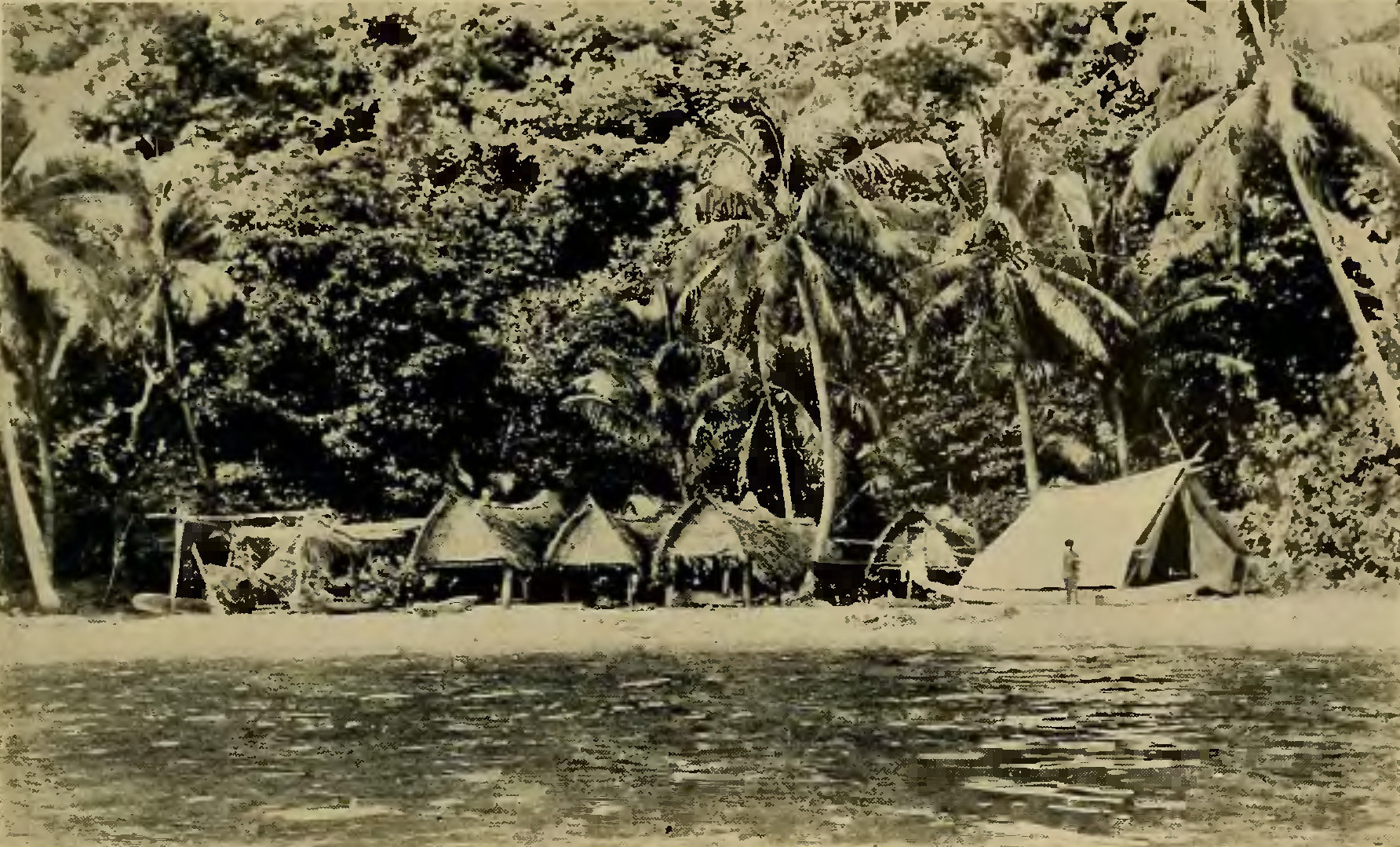
Barraca em que Malinowski viveu, na praia de Nu'agasi

Argonautas do Pacífico Ocidental é um livro do antropólogo anglo-polonês Bronisław Malinowski (1884-1942) publicado em 1922, com prefácio de James Frazer (1854 - 1941), considerado umas das primeiras etnografias e precursor do uso etnográfico da fotografia. É o relato do trabalho de campo do autor, entre 1914 e 1918 nas Ilhas Trobriand, um arquipélago próximo à Nova Guiné, inaugurando um novo método de trabalho de campo: a observação participante, uma técnica da etnografia.
Esse livro ficou em vigésimo lugar entre os cem melhores livros de não ficção do século XX segundo o jornal Folha de S. Paulo.[carece de fontes?]
A ideia principal do livro é mostrar, através da visão antropológica, como acontece o kula — sistema de trocas circular, místico e sem noção de posse permanente, que influencia a vida e as instituições dos trobriandeses em sua quase totalidade.
Malinowiski, além de descrever detalhadamente o kula e sua função, mostra, nesse livro "os três pilares para se realizar um trabalho de campo: a lógica, através da qual os objetivos do etnógrafo, que devem ser puramente científicos, não se desviam do alvo, que é o avanço de seus estudos; As condições de trabalho no qual o pesquisador enfatiza a importância de se fazer a observação participante e não somente a direta, segundo o autor é preciso viver com os nativos, "ser um deles". E, por último, o dever de possuir métodos especiais, baseados na etnologia para coleta, registro e posterior análise de dados.
O antropólogo americano, Anthony Seeger [carece de fontes?] enfatiza as dificuldades da barreira da língua dos nativos (que no seu caso eram os Suyá do Brasil central) para compreender as falas, os modos de pensar dos indígenas ao que se soma a solidão da adaptação à floresta. Os Suyás o tratavam como uma criança de doze anos.
Tanto Malinowiski no início do século como Seeger na década de 1970 reforçam a teoria de que a melhor pesquisa é aquela em que há o envolvimento do etnográfo com o nativo. Nela, o antropólogo sai pesquisa de gabinete e passa a participar das comunidades que se estuda para fazer não só o esqueleto ou a carne e o sangue, mas o espírito dos sujeitos pesquisados.